# Marcin Walasik
Marcin Wacław Walasik – polski prawnik, sędzia, doktor habilitowany nauk prawnych, specjalizuje się w postępowaniu cywilnym i prawie o notariacie, nauczyciel akademicki Uniwersytetu im. Adama Mickiewicza w Poznaniu.

## Życiorys
W 2007 otrzymał stopień doktorski na podstawie pracy pt. Poddanie się egzekucji aktem notarialnym (promotorem był Feliks Zedler). Habilitował się w 2014 na podstawie oceny dorobku naukowego i rozprawy Analogia w prawie procesowym cywilnym. Pracuje jako adiunkt w Zakładzie Postępowania Cywilnego na Wydziale Prawa i Administracji UAM. Poza uczelnią jest członkiem komitetu redakcyjnego kwartalnika „Polski Proces Cywilny” oraz członkiem Towarzystwa Naukowego Procesualistów Cywilnych. Należy ponadto do Zespołu Języka Prawnego Rady Języka Polskiego przy Prezydium Polskiej Akademii Nauk. Jest też członkiem zespołu problemowego do spraw postępowania cywilnego Komisji Kodyfikacyjnej Prawa Cywilnego przy Ministrze Sprawiedliwości. Jako sędzia orzeka w Sądzie Rejonowym Poznań-Grunwald i Jeżyce w Poznaniu.
W 2017 został członkiem Społecznej Komisji Kodyfikacyjnej.

## Wybrane publikacje
- Poddanie się egzekucji aktem notarialnym, wyd. 2008, ISBN 978-83-7601-142-4
- Analogia w prawie procesowym cywilnym, wyd. 2013, ISBN 978-83-278-0111-1
- ponadto glosy do orzeczeń sądów, rozdziały w pracach zbiorowych i artykuły publikowane w czasopismach prawniczych, m.in. w "Orzecznictwie Sądów Polskich", "Polskim Procesie Cywilnym" oraz "Rejencie"[2]